# Reserva Extrativista Marinha Araí-Peroba
A reserva extrativista marinha Araí-Peroba (abreviado RESEx Araí-Peroba) é uma unidade de conservação brasileira de uso sustentável da natureza, do tipo reserva extrativista marinha criada em 2005, localizada no município brasileiro de Augusto Corrêa (estado do Pará), com área de 62 035,00 hectares.

## Unidade de conservação
As Unidades de Conservação (UCs) são áreas naturais protegidas por lei, podendo ser de Proteção Integral, ou de Uso Sustentável. As administrações são feitas pelo Instituto Chico Mendes de Conservação da Biodiversidade (ICMBIO), responsável pelo Sistema Nacional de Unidades de Conservação (SNUC), ou podendo ser associadas com Fundações públicas.
A proposta de criação de Reservas Extrativistas (RESEX) surgiu na década de 1980, como crítica aos desmatamentos crescentes ocorridos na Amazônia, decorrentes de um modelo de desenvolvimento predatório adotado pelo Estado brasileiro desde a década de 1970, com base na expansão da pecuária extensiva. As reservas foram frutos da luta de seringueiros da Amazônia Ocidental, especificamente dos seringueiros do Acre, nascendo então a primeira modalidade legal de Unidade de Conservação (UC) conforme a legislação brasileira, que prevê, simultaneamente, o uso sustentável dos recursos naturais e a regularização fundiária dos espaços de populações tradicionais. Assim no ano 2000, o governo federal criou o Sistema Nacional de Unidades de Conservação (SNUC, Lei 9 985).
A reserva extrativista (RESEx) enquadra-se na categoria de Uso Sustentável, sendo o partimônio biodiverso protegido que tem o uso de seus recursos naturais permitido. Área protegidas pelo poder público, destinadas a uso por populações tradicionais de extrativismo, complementarmente, com a agricultura de subsistência e criação de animais de pequeno porte.
Em 2010 o órgão gestor ICMBIO regularizou a situação fundiária das ocupações das comunidades tradicionais nas Unidades de Conservação situadas em áreas da União sob jurisdição da Secretaria do Patrimônio da União/SPU (manguezais, áreas marinhas, espelhos d'água e ilhas federais situadas na Amazônia Legal), a partir da demanda do Plano de Ação Prioritário 2009-2010 da Comissão Nacional de Desenvolvimento Sustentável de Povos e Comunidades Tradicionais, sob a coordenação da Casa Civil.
O Instituto Chico Mendes reconhece a contribuição histórica das comunidades tradicionais na conservação do meio ambiente e no uso sustentável dos recursos naturais. Assim em 2010 as terras da União foram cedidas às famílias extrativistas, de pescadores e marisqueiros, nas reservas extrativistas marinhas de Araí-Peroba, Chocoaré-Mato Grosso, Gurupi-Piriá, Mãe Grande de Curuça, Mapuá, Maracanã, São João da Ponta, Soure, Tracuateua.

## Características
A RESEx Araí-Peroba possui uma infra-estrutura com telefonia celular e energia de elétrica.

### Fitofisionomia
A fitofisionomia representa a vegetação predominante local associada as espécies pioneiras, que se desenvolvem sobre áreas pedologicamente instáveis, sob constantes deposições sedimentares, como em orlas marinhas.
- Formações Pioneiras: 70,17 % da UC.[1]

A vegetação desta região é do tipo mangue vermelho ou mangueiro (Rhizophora mangle), com ocorrência das espécies de siribas (Avicenia germinas e Avicenia schaueriana) e de tinteira (Laguncularia racemosa).

### Bacia hidrográfica
A UC situa-se na baia do Litoral paraense e do Oceano Atlântico.
- Litoral paraense: 63,11 % da UC.[1]
- Oceano Atlântico: 36,89 % da UC.[1]

### Biomas
Já os biomas presentes são o amazônico e a costeira-marítima.
- Amazônico: 56,84 % na UC.[1][10]
- Zona Costeira e Marítima: 43,16 % da UC.[1]

### Gestão
Criado em 2007, o conselho é deliberativo e trabalha junto ao órgão gestor Instituto Chico Mendes de Conservação da Biodiversidade (ICMBIO). Com objetivo de contribuir com à efetiva implementação do Plano de Manejo dessa Unidade e ao cumprimento dos objetivos de sua criação. Contratar os dispositivos do termo de parceria com Oscip, na hipótese de gestão compartilhada da unidade e aprova o Plano de Manejo.
Núcleo de Gestão Integrada ICMBio Bragança, integrando a gestão das unidades localizadas no estado do Pará: Reserva Extrativista Marinha de Araí-Peroba; Reserva Extrativista Marinha de Caeté-Taperaçu; Reserva Extrativista Marinha de Gurupi-Piriá, e; Reserva Extrativista Marinha de Tracuateua.

## Criação
A reserva extrativista marinha (RESEx) foi criada em 2005 pelo Decreto S/N de 20/05/2005, com os objetivos de: Proteger os meios de vida e a cultura das comunidades tradicionais extrativistas da região; garantir a conservação da biodiversidade; assegurar o uso sustentável dos recursos naturais pela população extrativista residente na área.

## Plano de Manejo
O Plano de Manejo é obrigatório para toda Unidade de Conservação, a RESEx Araí-Peroba teve seu plano inicial aprovado em 2009, que ainda está em fase de construção. Através deste documento, teria-se a descrição das características geomorfológicas locais, da fauna e flora, bem como de seu zoneamento e permissões para uso dos recursos.
Tipos de recurso: pesca e produtos não-madeireiro.

## Principais ameaças

### Desmatamento na Amazônia Legal
Por conta da pressão que a região amazônica vem sofrendo com o avanço de práticas pecuaristas, a RESEx também sente com a perda e fragmentação do bioma. Através do Projeto de Monitoramento do Desflorestamento na Amazônia Legal (Prodes), as áreas florestadas da Amazônia Legal são possíveis de serem mapeadas e analisadas.

### Focos de calor
Por conta do desmatamento também, é consequência que a região tenha sofrido com o aumento de focos de calor: com uma maior quantide de clareira aberta pelo desmatamento da vegetação nativa, e pelo maior volume de madeira derrubada, o desenvolvimento de focos virarem incêndios e da matéria natural ser utilizada para queima, são maiores. Graficamente um fóco de calor indica a possibilidade de fogo em um pixel (elemento de resolução da imagem), que posui tamanho variável de 1 km x 1 km até 5 km x 4 km. Neste pixel haverá uma ou várias queimadas distintas, mas a indicação será de um único foco e, se uma queimada for muito extensa, será detectada em alguns pixeis vizinhos.

## Unidades relacionadas
As Unidades de Conservação relacionadas:
- UC Marinha de Soure
- UC Marinha do Maracanã
- UC São João da Ponta
- UC Chocoaré - Mato Grosso
- UC Mãe Grande de Curuçá
- UC Cururupu
- UC Marinha de Tracuateua
- UC Mapuá
- UC Marinha de Gurupi-Piriá